# Закария II Мхаргрдзели
Закаре II (груз. ზაქარია მხარგრძელი; арм. Զաքարե Բ Մեծ Երկայնաբազուկ) (год рожд. неизв. — ум. 1212, Санаин) — придворный и военачальник грузинской царицы Тамары.

## Биография
В 1177 году во время восстания Орбели отец Закаре, Саркис Закарян вместе сыном перешли на сторону царя Грузии, Георгия III, в результате чего Саркис получил значительные привелегии и чин амирспасалара. Саркис умер в 1187 году, успев сделать своих сыновей членами государственного совета.
В 1191 году царица Тамара назначила Закаре главнокомандующим грузинской армии, амирспасаларом. В 1203 году он был повышен по указанию Тамары до должности мандатора Грузии (охранника королевской печати и начальника телохранителей царицы), став влиятельной фигурой грузинского государства Багратуни. Возглавляя грузино-армянскую армию. Возглавляя грузино-армянскую армию, он и его брат Иване Закарян (с 1191 года великий визирь рыцарей-тамплиеров) более 20 лет боролись за освобождение центральных и южных районов Армении от сельджукских эмиратов. Благодаря победоносным войнам освобождены армянские территории Арагацотна, Ширака, Айраратское, Сюника, Арцаха, Карса Басена и др. Территории Вошли в государство Закаряна. В 1199 году, после освобождения Ани, это многовековая столица Армении стала консолидироваться в мощное королевство Закарянов и стало её центром. Закаре II также имел отличную репутацию в армянском королевстве Киликии. Он провел переговоры с королем Левоном II по богословским вопросам, инициировал и созвал церковные собрания в Лори (1205) и Ани (1207). Захарию II помог во всех этих делах его духовный просветитель Мхитар Гош.

#### Генеалогическая информация об Закарянах, связанная с Закаре Закаряном
После побед Закаре II часто оставлял надписи, чтобы доказать свое армянское происхождение. По мнению Сурена Еремяна, в надписи, оставленной после освобождения Амберда, говорится о происхождении Закаряна из курдизированной ветви армянской династии Арцруни.

Амирспасалар Закарэ и Иване— Закарэ II Закарян,после освобождения Амберда сделал арабскую надпись.
Объявив себя Арцруни, братья Закаре-Иване явно преследовали политические цели. Об этом свидетельствует тот факт, что часть стены Амберда является арабским. Они представились мусульманскому миру и, в частности, Шах-Арменидам, как преемники династии Арцруни, заявив о своем господстве над своими владениями. Однако после неудачной осады Хлата в 1207 году и неудачной защиты от айюбидов земель Шах-Армени заставила Закаряна отказаться от идеи углубления в бывших владениях Арцруни. Они пустили в оборот утверждение о возникновения династии от Багратидов еще в 1195 году, и необоснованное пользование Багратуни титулом шахиншах. Следующий, более определенный шаг братьев Закарянов к приписыванию их корней к Багратуни надписью в Ахпате — запись, оставленная Закаре в 1210 году.

...я мандатор Закарэ, шахиншах и амирспасалар, сын Саргиса.— Закаре Закарян
Перед этим он намекнул на происхождение его и своего брата из Багратуни:

Да будет перст божий над родом Закарэ и Иванэ и над всеми их владениями в Амберде и других крепостях,принадлежавших их предкам.՛— Иванэ и Закарэ Закаряны
Таким образом, назвав своего отца титулом князя князей, Закаре назвался титулом шахиншаха (короля князей), но также объявил себя и своего брата строителями Амберда, а, значит, потомками Багратуни. Другими словами, в этой надписи они, как потомки Багратуни, утверждают, что Бог вернул им то, что им пренадлежит. Этой записью Закаре не только подтвердил законность освобождения территорий, но и упомянул родственные связи с Багратуни, точнее тот факт, что он был из рода Багратуни. Между тем, десять лет назад, в 1200 году, тот же Закаре в аналогичной записи, оставленном от имени его брата, сказал: «Освобождена моя страна Араратская». Следующий очевидный шаг по утверждению связи Закарянов с Багратуни сделал Иване. Вскоре после смерти своего брата в литографии Агарцина он назвал себя и Закаре «родом Бвгратунянов». Это единственное известное свидетельство провозглашенное со стороны Закарянов о их непосредственной связи с родом Багратуни.
Однако свидетельства об армянском происхождении Закарянов не всегда были известны. Первые два историка царицы Тамары утверждают, что Закаряны, а точнее Закаре II, произошли от персов. Ссылаясь на смерть Закаре Амирспасалара, грузинский историк пишет:

Умер Амирспасалар Закарэ,сын Амирспасалара Саргиса,который был очень почитаем,почти как святой,был очень смел,силён и всегда одерживал победы. Он был родственником Артаксеркса мхаргдзели и армянином по вере.

## Военно-политическая деятельность
Через несколько лет после смерти отца, в 1191 году, он был назначен главнокомандующим грузинской армией, и с того же года началась, казалось бы, непрерывная борьба против турок-сельджуков. В 1195 году Абубакр эмир Гандзака и Атропатены, вторгся в Армению большими силами, чтобы помешать продвижению армяно-грузинских сил и укрепить свои позиции. Решающее сражение под Шамкором закончилось полной победой армяно-грузинской армии. Эта победа способствовала освобождению Ширака и Араратской долины и породила большие надежды на освобождение Армении. В том же году началась борьба за освобождение провинции Карно. Один из мемуаров того времени счел необходимым зафиксировать следующий факт. «гереал в грузинской провинции и ванаврайн йаверуми, яр и в плен свыше.» По словам Киракоса Гандзакетси:

И гордились они победою своей,что завоевали землю армянскую— Киракос Гандзакеци. «История Армении»
В том же году, когда Закаре Закарян стал Амирспасаларом, была создана совершенно другая ситуация. Грузинское королевство наконец-то преодолело внутренний кризис и готово принять участие переменах происходящих в мире. В том же 1191 году, когда Рукн ад-Дин Тугрил III был побежден, Хзил Арслан провозгласил себя султаном, но вскоре был убит, и началось первое быстрое падение в истории Елтузианов. После смерти бездетного Хзил Аслана началась междоусобная война, однако четыре сына Мохаммеда Пахлавуни разделили королевство между собой. Эта война негативно повлияла на историю, поскольку уменьшилось влияние Елтузидов уменьшилось на Ближний Восток и существенно увеличилось влияние Армении и центральных округов на борьбу за независимость. После решительной победы в Шамкорской битве султан Абубакр (1195—1210) вынужденно перешёл на оборонительную политику, которая была продолжена его братом, Узбеком в период (1210—1225) Царствования.
Ситуация на Ближнем Востоке и Грузии способствовало развитию Армении. Братья Закаре-Иване во главе с Закаре начали освободительную борьбу. В 1196 году город-крепость Амберд был освобожден, что имело стратегическое значение для установления власти в Армении. Еще в 1124 году начиная с попыток освобождения Ани которые не увенчались успехом ещё до становления Закаре амирспасаларом. Он четвертый раз с 1199 года армяно-грузинскими войсками вошлел в древнюю столицу и окончательно захватили город, выбросив мусульман. Сразу после освобождения Ани начался процесс освобождения провинции Ширак. Освободительные сражения северо-западной части Армении были успешно завершено для Закаре II, который отдал взятые территории своим вассалам. Арцах, Сюник и Араратская долина были очищены от врага. Некоторые исторические источники указывают на то, что в 1199 году Ширак был освобожден из-за чуткого и умелого командования Закарэ. К 1200 году территории к северу от Армении были освобождены от врага. В 1200—1204 годах были освобождены провинция Арагацотн, город Бжни, город Двин и вся Араратская долина. Бжни был освобожден в 1201 году, за освобождением которого последовало освобождение Араратской долины. В 1203 году будущий главный центр Закарянов Двин был освобожден. Освобожденные территории Закаре передал своему брату Иване Закаряну.
Воспользовавшись затянувшимся кризисом в государстве Шах-Арменидов, в 1204—1205 годах армяно-грузинские войска организовали три рейда на районы к югу от Аракса .Эти наступления, как нами говорят арабские источники, носили разведывательный характер. У них не было существенного результата, и это является причиной того, что армянские и грузинские источники никоим образом не упоминают вторжения в Аракс, но ясно, что вторжения не имели серьезных последствий, но ослабили и без того слабую позицию шах Арменидов и лишили возможности сопротивляться восстаниям, происходившим в Армении.
Первое вторжение в стратегически важный Гавар Варанды началось в конце XII века. Основные разведывательные операции были проведены Джавахке и Самцхе, поскольку они имели дело с относительно более слабым противником. Продолжая кампанию победы, Закаряны поставили цель освободить Карс, который всегда был стратегически важным для армян, во все времена в истории. В 1206—1207 годах зимой, царица Тамара в последние месяцы своей жизни выбрала Карс следующей целью для завоевания. Охваченные энтузиазмом после взятия Карса, армяно-грузинские войска освободили гавары Басени, Багреванд, Нахичевань и Сурмарин.
1207 год стал переломны в истории борьбы за освобождение Армении. Из-за мощного восстания в Хлате местное правительство на короткое время полностью занималось внутренней политикой.
Используя внутренние разногласия, возникающие в городе, Египетский султан Салах ад-Дин и сын его брата Адина вскоре захватили Хлат и жестоко расправились с повстанцами. Однако восстания не закончились и у правительства всегда была боязнь нового восстания. Когда боевые действия закончились, Хлат на долгое время остался в составе государства Айюбидов. В том же году армяно-грузинские войска начали наступление, чтобы освободить Хлат. Под командованием Закаре II войска блестяще начали освободительную кампанию, но в переломный момент в битве Иване был захвачен в плен. Закаре прекратил битву. В результате переговоров Иванэ женит свою дочь Тамте на сыне эмира Айюбидов как залог для своего освобождения. Спустя несколько лет, в 1210 году, армяно-грузинские войска снова возобновили военные действия в Хлате. На этот раз, Иванэ также был взят в плен, и брат Закаре заключил мирный договор с Айюбидами сроком в 30 лет.
С 1208 по 1209 годы он освободил Маназкерт и Арчес. Он захватил Маранд, Тебриз, Газвин и разбил войска султана Икония под Басеном. За 20 лет войн он вместе с братом Иване I освободили большую территорию, чем Багратиды, и создал на них абсолютно независимое государство. Ани, столица Багратидской Армении, стала столицей совершенно новой страны. Государство разделило административные территории, установило отношения с князьями Вачутянами, Орбелянами, Прошянами, Ваграмянами и Хаческими князьями. В качестве главы государства он давал земельные, военные и дворянские титулы, а также предоставлял домены. Он носил титул Шахншах Багратуни, был назван царем армян. Он создал армию, равную Грузинской, поддерживая независимость своей страны, проводил независимую политику во всех сферах государства. Он установил дипломатические отношения с королем Киликийской Армении Левоном II и вел переговоры по религиозным вопросам. Он организовал церковные собрания в Лори (1205) и Ани (1207). Чтобы увековечить существование независимой Армении, оно обеспечило процветание строительства и культуры. Были построены города, построены форты и крепости, дороги, мосты и каналы. В этот период были построены почти все известные армянские церковные комплексы средневековья. Он спонсировал науку и культуру. Историки неверно оценили независимое государство, созданное Закаре II Закаряном, и даже рассматривали его как часть грузинского государства.